# Mattias Jonson
Pour les articles homonymes, voir Jonson.
Mattias Jonson est un footballeur suédois né le 16 janvier 1974 à Kumla, dans le comté d'Örebro en Suède.

## Biographie
Le 17 octobre 2011, Jonson marque le troisième but de Djurgården sur le terrain d'Halmstads BK. Ce faisant il permet à son équipe d'assurer définitivement son maintien en Allsvenskan. À la fin de la saison, il met un terme à sa carrière, à l'âge de 37 ans, après avoir joué plus de 360 matchs dans 3 championnats différents et marqué plus d'une centaine de buts.

## International
Jonson dispute sa première compétition internationale lors de la Coupe du monde 2002 puis participe à l'Euro 2004. C'est durant cet événement, qu'il marque son premier but dans un tournoi majeur face au Danemark. Il participe à la Coupe du monde de football 2006 avec la Suède et a été sélectionné 57 fois en équipe nationale. 

## Palmarès
Helsingborgs IF
- Champion de Suède (1) : 1999
- Vainqueur de la Coupe de Suède (1) : 1998

 Brøndby IF
- Champion du Danemark (1) : 2002
- Vainqueur de la Coupe du Danemark (1) : 2003
- Vainqueur de la Supercoupe du Danemark (1) : 2002

 Djurgårdens IF
- Champion de Suède (1) : 2005
- Vainqueur de la Coupe de Suède (1) : 2005